# Enfoscado

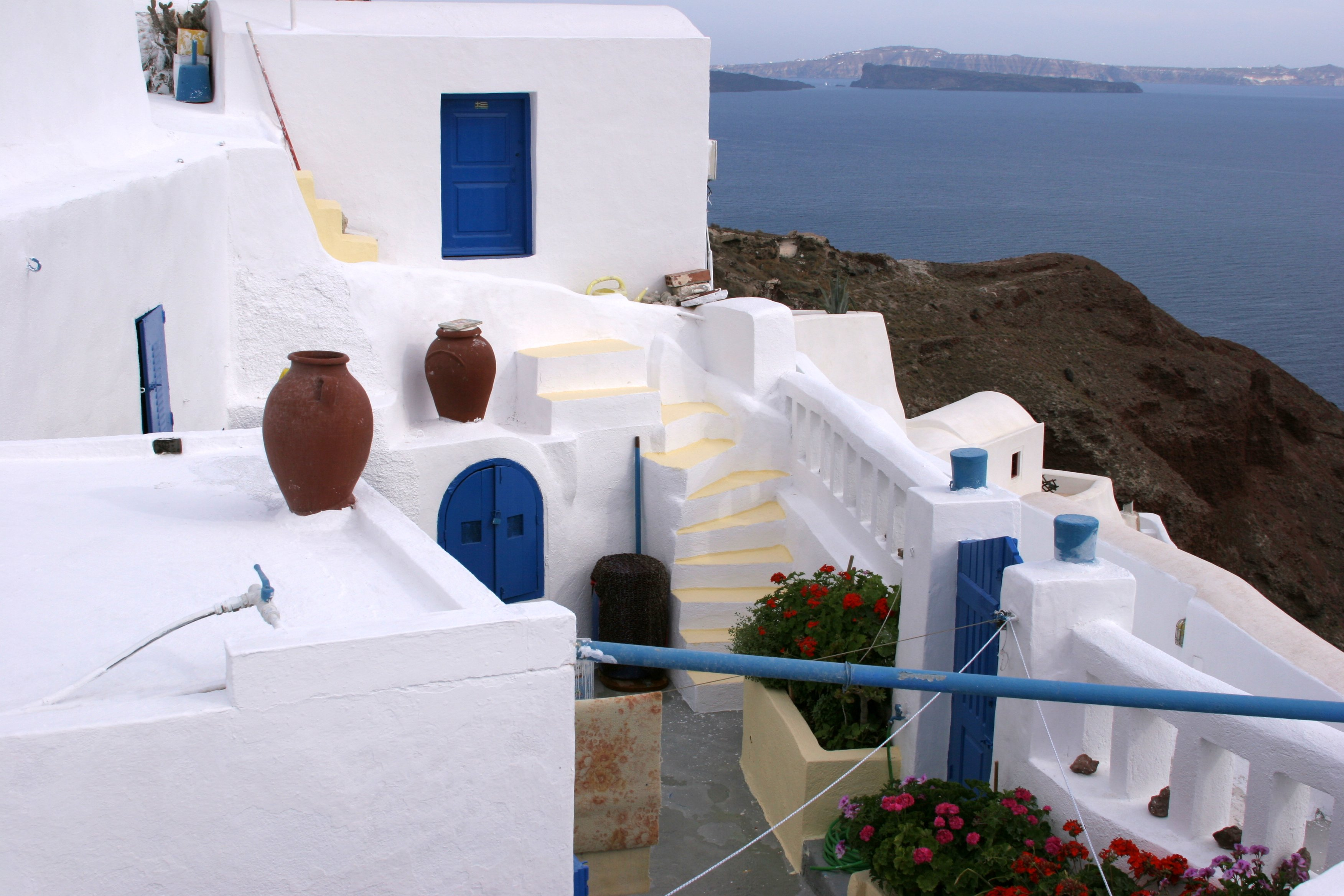
Casas enfoscadas en Grecia.

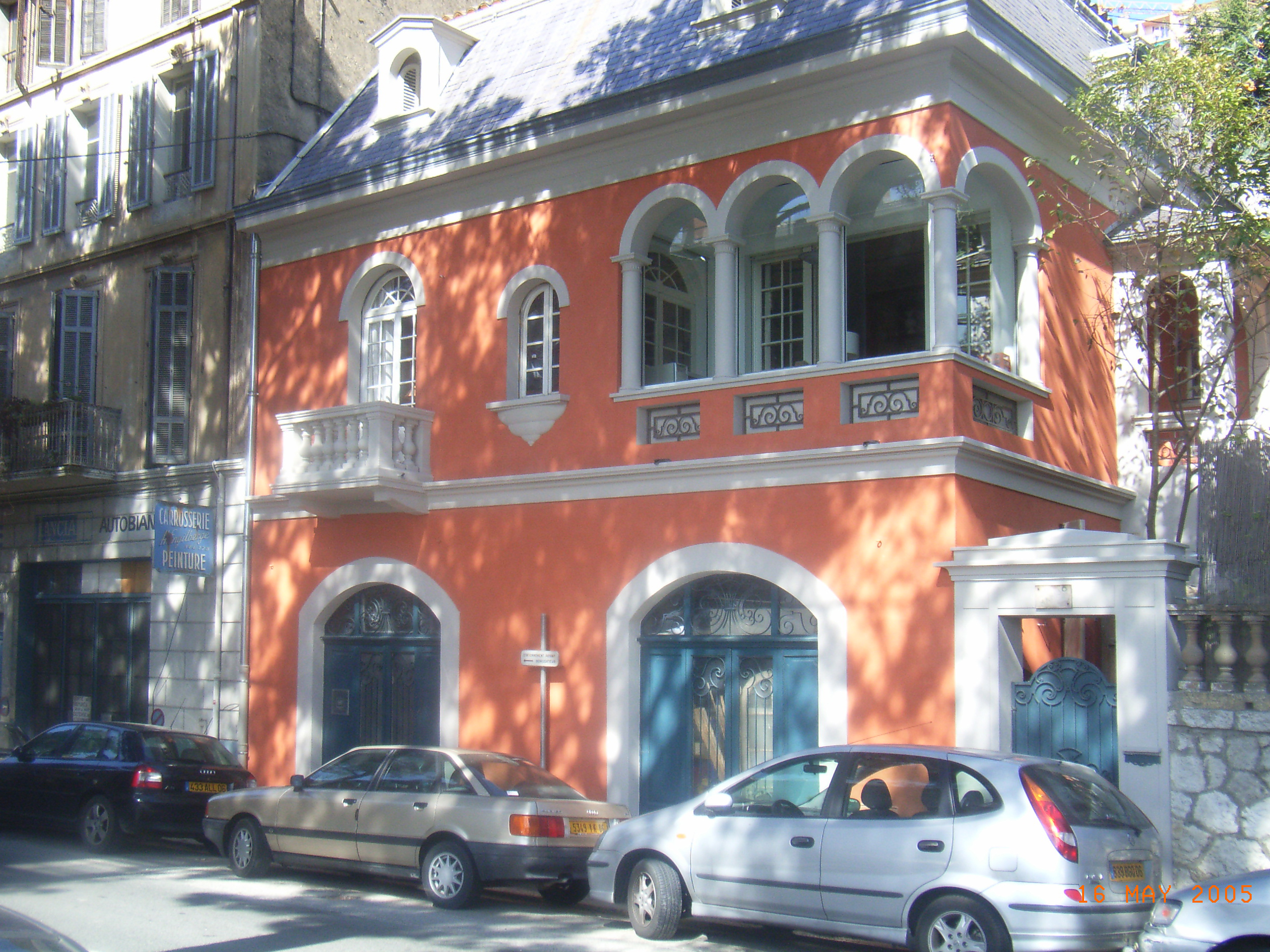
Edificio enfoscado en Francia.

Un enfoscado o repellado es una capa de mortero empleada para revestir una pared o un muro. En los enfoscados se puede utilizar mortero de cemento, mortero de cal, mortero de tierra, o bien un mortero bastardo que sería mezcla de los anteriores.

## Nomenclatura de los revestimientos
Es una práctica común en la arquitectura el revestir paredes y muros con capas homogéneas y continuas de distintos materiales para mejorar sus propiedades o simplemente su aspecto. Los materiales más utilizados como revestimiento son los 'morteros': mezclas de un conglomerante, arena, y agua, que mientras secan fraguan y/o carbonatan. En función del tipo de conglomerante utilizado, las técnicas de aplicación difieren, y los revestimientos poseen distintas propiedades, adoptando por tanto distintos nombres: encalado, revoco, guarnecido, enlucido, jabelga, estuco, etc.

## Características
El mortero de cemento portland o simplemente 'mortero de cemento', se desarrolló a mediados del siglo XIX, y menos de un siglo después ya superaba en popularidad a los morteros de cal, que actualmente es poco utilizado. 
Dentro de los revestimientos de mortero, el enfoscado es el más duro y resistente, y también el más duradero. Estas propiedades lo convierten en el revestimiento más usado en paredes y muros exteriores: pintado, es el acabado habitual en fachadas de viviendas de bajo presupuesto, y en la práctica totalidad de las medianeras.
Como aspectos negativos, (del cemento Portland) es excesivamente rígido (se agrieta con facilidad), y presenta un aspecto final muy pobre, por lo que la práctica habitual es utilizarlo como soporte para un nuevo revestimiento de acabado, que puede consistir en una simple pintura, o en una nueva capa de un material más fino, llamada revoco.
Habitualmente, se establece una densidad en seco aparente de 2000 kg/m3.

## Método de aplicación

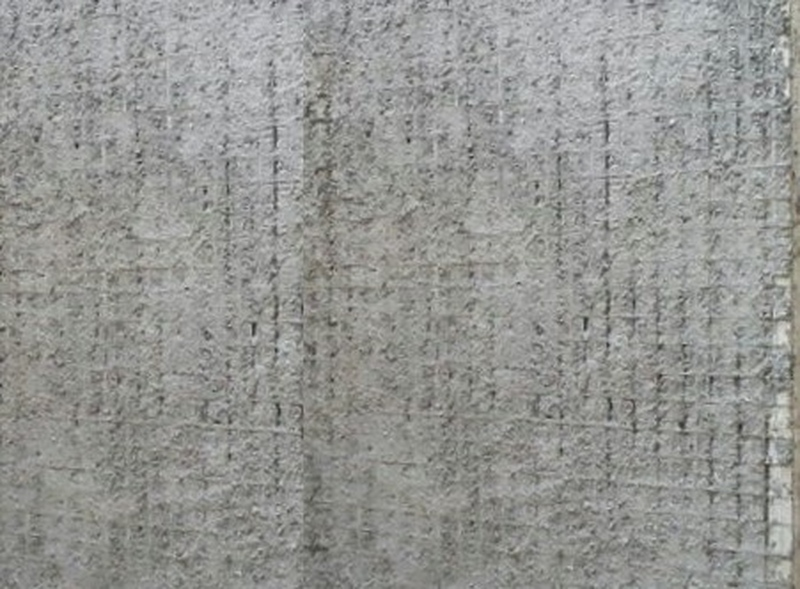
Una pared con malla metàlica recubierta con repellado

Para fabricar el mortero se mezcla el conglomerante (cemento y/o cal), arena y agua, siendo comunes unas proporciones de una parte de cemento por cinco de arena, y agua hasta conseguir una consistencia fluida del material. También existe en forma seca premezclada, en bolsas de 25 kg. Solamente falta añadir agua en el sitio de la obra.
Es conveniente humedecer primero el paramento de soporte para que no seque la mezcla excesivamente pronto, impidiendo el correcto fraguado del material.
El mortero se puede aplicar «a buena vista», «maestreado», «embarrado» o «bruñido», de forma análoga a los guarnecidos y enlucidos.
Normalmente se suele hace lanzando con fuerza paletadas de cemento contra las superficies a cubrir; este método genera unas protuberancias de aspecto muy rústico, por este motivo el repellado se utiliza en entornos de construcción rústica. Finalmente se suele encalar para dar una sensación de limpieza.
Lo normal es aplicarlo en paredes exteriores aunque puede ser utilizado tanto en interiores como en exteriores, incluso en techos o en los suelos. En ocasiones se puede frotar con una llana para dar un acabado más plano o rebozado; este tratamiento final es el único que repite para un pequeño deterioro de la pared.